# Dead Mount Death Play
Dead Mount Death Play (jap. デッドマウント・デスプレイ Deddomaunto desupurei) – manga napisana przez Ryōgo Naritę i ilustrowana przez Shintę Fujimoto, publikowana na łamach magazynu „Young Gangan” wydawnictwa Square Enix od października 2017. Na jej podstawie studio Geek Toys wyprodukowało serial anime, który emitowano od kwietnia do grudnia 2023.

## Fabuła
Nekromanta, znany jako Bóg Truposzy, ginie z rąk świętego bohatera – Pogromcy Plag. Jednak dzięki swojej magii udaje mu się reinkarnować we współczesnej Japonii. Trafia do ciała młodego chłopaka, który dopiero co umarł, a teraz wrócił do życia: Polki Shinoyamy. Wkrótce później spotyka uśmiechniętą dziewczynę, która okazuje się być zabójczynią za zlecenie odpowiedzialną za śmierć Polki.

## Bohaterowie
- Polka Shinoyama (jap. 四乃山 ポルカ Shinoyama Poruka)

Seiyū: Yuki Sakakihara 
- Misaki Sakimiya (jap. 崎宮 ミサキ Sakimiya Misaki)

Seiyū: Inori Minase 
- Takumi Kuruya (jap. 繰屋 匠 Kuruya Takumi)

Seiyū: Yuma Uchida 
- Tsubaki Iwanome (jap. 岩野目 ツバキ Iwanome Tsubaki)

Seiyū: Takuya Eguchi 
- Gōzaburō Arase (jap. 荒瀬 耿三郎 Arase Gōzaburō)

Seiyū: Nobuhiko Okamoto 
- Lisa Kuraki (jap. 倉木 リサ Kuraki Risa)

Seiyū: Atsumi Tanezaki 
- Koyū Azuma (jap. 雷 小幽 Azuma Koyū)

Seiyū: Misato Fukuen 
- Rozan Shinoyama (jap. 四乃山 呂算 Shinoyama Rozan)

Seiyū: Kazuhiro Yamaji 
- Saya Shinoyama (jap. 四乃山 小夜 Shinoyama Saya)

Seiyū: Yō Taichi 
- Izuna Ajishiro (jap. 阿字城 イズナ Ajishiro Izuna)

Seiyū: Rumi Okubo 
- Furuto Ichinose (jap. 一ノ瀬 古瑠斗 Ichinose Furuto)

Seiyū: Ikumi Hasegawa 
- Saki Aikawa (jap. 合川 咲姫 Aikawa Saki)

Seiyū: Haruka Shiraishi 

## Manga
Pierwszy rozdział mangi ukazał się 20 października 2017 w magazynie „Young Gangan”. Następnie wydawnictwo Square Enix rozpoczęło zbieranie rozdziałów do wydań w formacie tankōbon, których pierwszy tom ukazał się 25 kwietnia 2018. Według stanu na 25 listopada 2023, do tej pory wydano 12 tomów.
W Polsce licencję na serię zakupiło wydawnictwo Dango.
| Nr | Język japoński    | Język japoński         | Język polski      | Język polski           |
| Nr | Data wydania      | ISBN                   | Data wydania      | ISBN                   |
| -- | ----------------- | ---------------------- | ----------------- | ---------------------- |
| 1  | 25 kwietnia 2018  | ISBN 978-4-75-755700-0 | 18 listopada 2021 | ISBN 978-83-66596-70-2 |
| 2  | 24 listopada 2018 | ISBN 978-4-75-755922-6 | 10 lutego 2022    | ISBN 978-83-66596-71-9 |
| 3  | 25 kwietnia 2019  | ISBN 978-4-75-756103-8 | 14 kwietnia 2022  | ISBN 978-83-66596-72-6 |
| 4  | 25 listopada 2019 | ISBN 978-4-75-756401-5 | 24 czerwca 2022   | ISBN 978-83-66596-73-3 |
| 5  | 25 kwietnia 2020  | ISBN 978-4-75-756623-1 | 28 listopada 2022 | ISBN 978-83-66596-74-0 |
| 6  | 25 listopada 2020 | ISBN 978-4-75-756960-7 | 4 lutego 2023     | ISBN 978-83-66596-75-7 |
| 7  | 24 kwietnia 2021  | ISBN 978-4-75-757214-0 | 8 marca 2023      | ISBN 978-83-66596-76-4 |
| 8  | 25 listopada 2021 | ISBN 978-4-75-757595-0 | 3 kwietnia 2023   | ISBN 978-83-66596-77-1 |
| 9  | 25 kwietnia 2022  | ISBN 978-4-75-757891-3 | 12 lipca 2023     | ISBN 978-83-66596-78-8 |
| 10 | 25 listopada 2022 | ISBN 978-4-75-758269-9 | 15 września 2023  | ISBN 978-83-66596-79-5 |
| 11 | 25 kwietnia 2023  | ISBN 978-4-75-758496-9 | —                 |                        |
| 12 | 25 listopada 2023 | ISBN 978-4-75-758880-6 | —                 |                        |

## Anime
Powstanie adaptacji w formie telewizyjnego serialu anime ogłoszono 15 listopada 2022. Seria została wyprodukowana przez studio Geek Toys i wyreżyserowana przez Manabu Ono, wraz z Takaharu Ōkumą jako asystentem reżysera. Scenariusz napisali Ono, Yukie Sugawara i Yoriko Tomita, postacie zaprojektował Hisashi Abe, muzykę zaś skomponowało F.M.F, grupa złożona z Yūki Nary oraz Eby i Kany Utatane. Anime składa się z dwóch części. Emisja pierwszej trwała od 11 kwietnia do 27 czerwca 2023 w Tokyo MX i innych stacjach, natomiast druga była emitowana od 10 października do 26 grudnia tego samego roku. Reżyserem drugiej części został Yoshihiro Satsuma, zastępując Ono. Motywem otwierającym jest „Nero” (jap. ネロ) autorstwa Sou, natomiast końcowym „Aolite” (jap. アイオライト Aioraito) w wykonaniu Inori Minase. Prawa do streamingu serii nabył Crunchyroll.

## Odbiór
Rebecca Silverman, Amy McNulty i Teresa Navarro z Anime News Network pochwaliły oprawę graficzną, fabułę i postacie, choć były krytyczne wobec fanserwisu. Richard Gutierrez z The Fandom Post chwalił założenie serii i kreskę, choć stwierdził, że fabuła jest zbyt skomplikowana i zagmatwana.
W konkursie Next Manga Award 2020 seria zajęła 12. miejsce w kategorii manga drukowana.